# Roberto Gómez Junco
Roberto Gómez Junco (* 12. März 1956 in Monterrey, Nuevo León) ist ein ehemaliger mexikanischer Fußballspieler, der im Mittelfeld  agierte. Heute ist er als Sportkommentator tätig.

## Leben

### Verein
Gómez begann seine Profikarriere beim Hauptstadtverein Atlético Español, für den er sein Debüt in der mexikanischen Primera División in einem am 9. Mai 1976 ausgetragenen Heimspiel gegen den Club León (3:1) gab, bei dem er in der 75. Minute für Saúl Rivero eingewechselt wurde.
Sein erstes Tor in der höchsten mexikanischen Spielklasse erzielte er auf den Tag genau fünf Monate später am 9. Oktober 1976 ausgerechnet bei seinem „Heimatverein“ Tigres de la UANL, wo ihm der Treffer zum 2:0-Endstand für die Gäste in der 73. Minute gelang.
Nach dem Ende derselben Saison (1976/77) wechselte er zu den Tigres, bei denen er die nächsten drei Jahre unter Vertrag stand und mit denen er in der Saison 1977/78 den ersten Meistertitel ihrer Geschichte gewann. Als Gómez die Tigres im Sommer 1980 verließ, wechselte er ausgerechnet zu ihrem Erzrivalen CF Monterrey, bei dem er bis 1982 unter Vertrag stand. In seiner Geburtsstadt erlebte er auch seine treffsicherste Saison (1981/82), in der ihm sieben Treffer gelangen.
1982 wechselte er zu Mexikos populärstem Verein Chivas Guadalajara, mit dem er zweimal hintereinander (1982/83 und 1983/84) Vizemeister wurde.
Anschließend stand er jeweils zwei Jahre beim Deportivo Toluca FC und zuletzt noch einmal bei den Tigres de la UANL unter Vertrag, in deren Reihen er seine aktive Karriere 1988 beendete.

### Nationalmannschaft
Zu seinem einzigen Einsatz für die mexikanische Nationalmannschaft kam er beim am 28. Februar 1980 ausgetragenen Testspiel gegen Südkorea, das 0:1 verloren wurde.

### Häufige Platzverweise
Im Laufe seiner Profikarriere wurde Roberto Gómez zehnmal des Feldes verwiesen. Seine erste rote Karte erhielt er am 5. Mai 1979 beim Spiel der Tigres gegen Atlante (0:0), seine zehnte und letzte rote Karte am 16. August 1986 beim Spiel der Tigres gegen Tampico-Madero (2:1).

## Erfolge
- Mexikanischer Meister: 1977/78
- Mexikanischer Vizemeister: 1979/80, 1982/83, 1983/84